# Стефан I Угорський
Стéфан I (угор. István І; бл. 970/975 — 15 серпня 1038) — останній великий князь угорський (997—1000) і перший король Угорщини (1000/1001—1038). Представник династії Арпадів. Національний герой Угорщини. Прізвисько — Свят́ий.

## Імена
- Вайк — від народження.
- Стéфан I — латинською.
- Іштван І (угор. I. (Szent) István).

## Біографія
Від народження носив ім'я тюркського походження Вайк. Точне місце (Естергом або Секешфехервар) і рік його народження невідомі. Угорська ілюстрована хроніка XIV століття називає 969 рік, але сучасні історики вважають, що Вайк народився в проміжку між 970 і 980 роками. Деякі деталі його біографії дозволяють стверджувати, що він народився в 975 році або трохи пізніше.
Після хрещення отримав християнське ім'я Стефан. Хоча обоє його батьків були також хрещені, Стефан був першим набожним християнином роду Арпадів. Одним серед християнських наставників Стефана був пізніше канонізований Адальберт Празький. У 996 році Стефан одружився з християнкою — Гізелею, дочкою герцога Генріха І Баварського.
За підтримки Римського папи в кінці 1000 або на початку 1001 року був коронований. Здійснив значні територіально-адміністративні перетворення, зокрема створив королівські комітати, на чолі яких поставив ішпанів.
Запровадив у країні християнство, видав збірник законів.
Стефан заснував щонайменше одне архієпископство, шість єпископств та три бенедиктинські монастирі, завдяки чому церква в Угорщині розвивалася незалежно від архієпископів Священної Римської імперії. Він заохочував поширення християнства, застосовуючи суворі покарання за ігнорування християнських звичаїв. Його система місцевої адміністрації базувалася на графствах, організованих навколо фортець і під управлінням королівських чиновників. Під час його правління Угорщина користувалася тривалим періодом миру і стала одним із найпопулярніших маршрутів для паломників та купців, які подорожували з Західної Європи до Святої Землі через Константинополь.

## Війни з Польщею та Болгарією (близько 1009—1018)
Швагер (брат дружини) Стефана, Генріх II, став королем Німеччини в 1002 році та імператором Священної Римської імперії в 1013 році. Їхні дружні стосунки були гарантією того, що західні кордони Угорщини у перші десятиліття XI століття були у безпеці. Навіть коли невдоволений брат Генріха II, Бруно, шукав притулку в Угорщині в 1004 році, Стефан зберіг мир з Німеччиною та домовився про мирне врегулювання між двома своїми шваграми. Близько 1009 року він одружив свою молодшу сестру з Отто Орсеоло, дожем Венеції (р. 1008—1026), близьким союзником візантійського імператора Василя ІІ (р. 976—1025), що свідчить про те, що стосунки Угорщини з Візантійською імперією також були мирними. З іншого боку, союз між Угорщиною та Священною Римською імперією втягнув Угорщину у війну з Польщею, яка тривала приблизно з 1014 р. до 1018 р. Поляки зайняли угорські поселення біля річки Морави. Дьорффі та Крісто пишуть, що в цей період відбулося також вторгнення печенігів у Трансільванію, пам'ять про які збереглася в легендах про Стефана, оскільки печеніги були близькими союзниками шуріста польського герцога, великого київського князя Святополка І Окаянного (р. 1015—1019).
Польща та Священна Римська імперія уклали Бауценський мир у січні 1018 р. Пізніше того ж року 500 угорських вершників супроводжували польського короля Болеслава в його переможному поході на Київ, що говорить про те, що Угорщина також була учасником мирного договору. Історик Ференц Макк вважає, що Бауценський мир зобов'язав Болеслава передати Стефанові всі території, які він окупував у долині Морави. За словами Леодвіна, першого відомого єпископа Біхара (близько 1050 — близько 1060), Стефан вступив у союз з візантійцями і очолив військову експедицію, щоб допомогти їм проти «варварів» на Балканському півострові. Візантійські та угорські війська спільно взяли «цезарії», які Дьорффі визначає як сучасне місто Охрид. Звіт Леодвіна припускає, що Стефан приєднався до візантійців у війні, яка закінчилася завоюванням ними Болгарії в 1018 р. Однак точна дата його експедиції невідома. Дьорффі стверджує, що лише в останній рік війни Стівен очолив свої війська в нападі на болгар.
1030 року було відбито напад загонів німецьких лицарів на угорські землі. Тоді ж запросив для розбудови у нещодавно завойованих землях католицької церкви італійця Геллерта.
За правління Стефана І до Угорщини була приєднана частина Словаччини.
Підтримував дружні зв'язки з Київською державою.
Син і прямий спадкоємець короля Імре 1031 року загинув на полюванні на кабана в Трансильванії. Після смерті Іштвана королем Угорщини став його племінник Петро Орсеоло.
Помер 15 серпня 1038 року.

## Канонізація
1083 року — канонізований церквою.

## Національне свято Святого Стефана (Святого Іштвана)
20 серпня — День Святого Стефана (Святого Іштвана). У цей день Угорщина відзначає головне державне свято — День заснування Угорської держави. Святковим цей день оголосив Папа Римський Григорій VII після того, як 1083 року король Стефан (Іштван) був зарахований до лику святих. Спочатку це свято було так званим «королівським судним днем», коли в королівському палаці в Секешфегерварі до короля могли прийти всі ті, хто чекав від нього правди в спірних справах.
У XVIII столітті інший Папа Римський, Бенедикт XIV, скоротив число церковних свят. Під це скорочення потрапив і день Святого Іштвана, але невдовзі австро-угорська імператриця Марія-Терезія оголосила його офіційним національним святом.
Після придушення революції 1848-1849 років святкування дня пам'яті першого угорського короля, який був символом незалежної угорської держави, стало неможливим, і лише в останнє десятиріччя XIX століття йому повернули колишнє значення. Однак після Другої світової війни, з уведенням в Угорщину радянських військ, день Святого Іштвана знову опинився в числі заборонених свят. Після 1991 року (зміни режиму в Угорщині) день Святого Іштвана знову оголошено національним святом. У цей день по всій країні влаштовують фестивалі, шоу і масові гуляння з неодмінним чардашем і гуляшем.